# Cuarte de Huerva
Cuarte de Huerva es un municipio y villa española de la provincia de Zaragoza, en la comunidad autónoma de Aragón. El término municipal, ubicado en la Comarca Central, tiene una población de 15 112 habitantes (INE 2024).

## Geografía
El término municipal limita con Zaragoza, concretamente con el barrio de Casablanca, en el distrito Universidad, y con el municipio de Cadrete.
| Noroeste: Zaragoza | Norte: Zaragoza | Noreste: Zaragoza |
| Oeste: Zaragoza    |                 | Este: Zaragoza    |
| Suroeste: Cadrete  | Sur: Zaragoza   | Sureste: Zaragoza |

Integrado en la Comarca Central de Aragón, se sitúa a 8 km del centro de Zaragoza por el sur. El término municipal está atravesado por la carretera nacional N-330 entre los pK 486 y 489, además de por la autovía Mudéjar (A-23).
La localidad está ubicada en la ribera del río Huerva. Es la quinta localidad en población de la provincia tras Zaragoza, Calatayud, Utebo y Ejea de los Caballeros. 

### Orografía e hidrografía
El relieve del municipio está definido por el río Huerva, las zonas llanas ribereñas, y un terreno más irregular al estesureste. La altitud oscila entre los 420 m al sureste y los 270 m a orillas del río. El pueblo se alza a 298 m sobre el nivel del mar.

## Historia
Hasta la reforma de la nomenclatura municipal de 1916 el municipio se llamaba simplemente Cuarte. En dicha fecha su nombre fue modificado por el de Cuarte de Huerva.
En 2023 el municipio tenía empadronados 14 701 habitantes.

## Demografía
Cuarte de Huerva cuenta con una población de 15 112 habitantes (INE 2024).
| Gráfica de evolución demográfica de Cuarte de Huerva entre 1842 y 2021 |
| |
| Población de derecho según los censos de población del INE Población de hecho según los censos de población del INEEn este censo se denominaba Quarte: 1842 En estos censos se denominaba Cuarte: 1857, 1860, 1877, 1887, 1897, 1900 y 1910 |

## Economía
El municipio se caracteriza por su dinamismo empresarial, logrado por un decidido impulso de las corporaciones locales y por la expansión de empresas antes ubicadas en la capital, fundamentalmente del barrio de Torrero, lo que lo ha situado a la cabeza de los indicadores económicos de toda España. Destacan las más de 370 empresas que tienen su sede social en los diferentes polígonos industriales.
En junio de 2017 aparecía la noticia de que la Fiscalía de Zaragoza había abierto diligencias para investigar el desarrollo urbanístico del Cuarte, el pueblo de más de 10 000 habitantes que más creció en España en los años de la burbuja inmobiliaria. Concretamente la acusación señalaba que el ayuntamiento careció durante esos años de un arquitecto en plantilla, y que viviendas y equipamientos municipales ocuparon terrenos inundables por el río Huerva.

## Administración y política

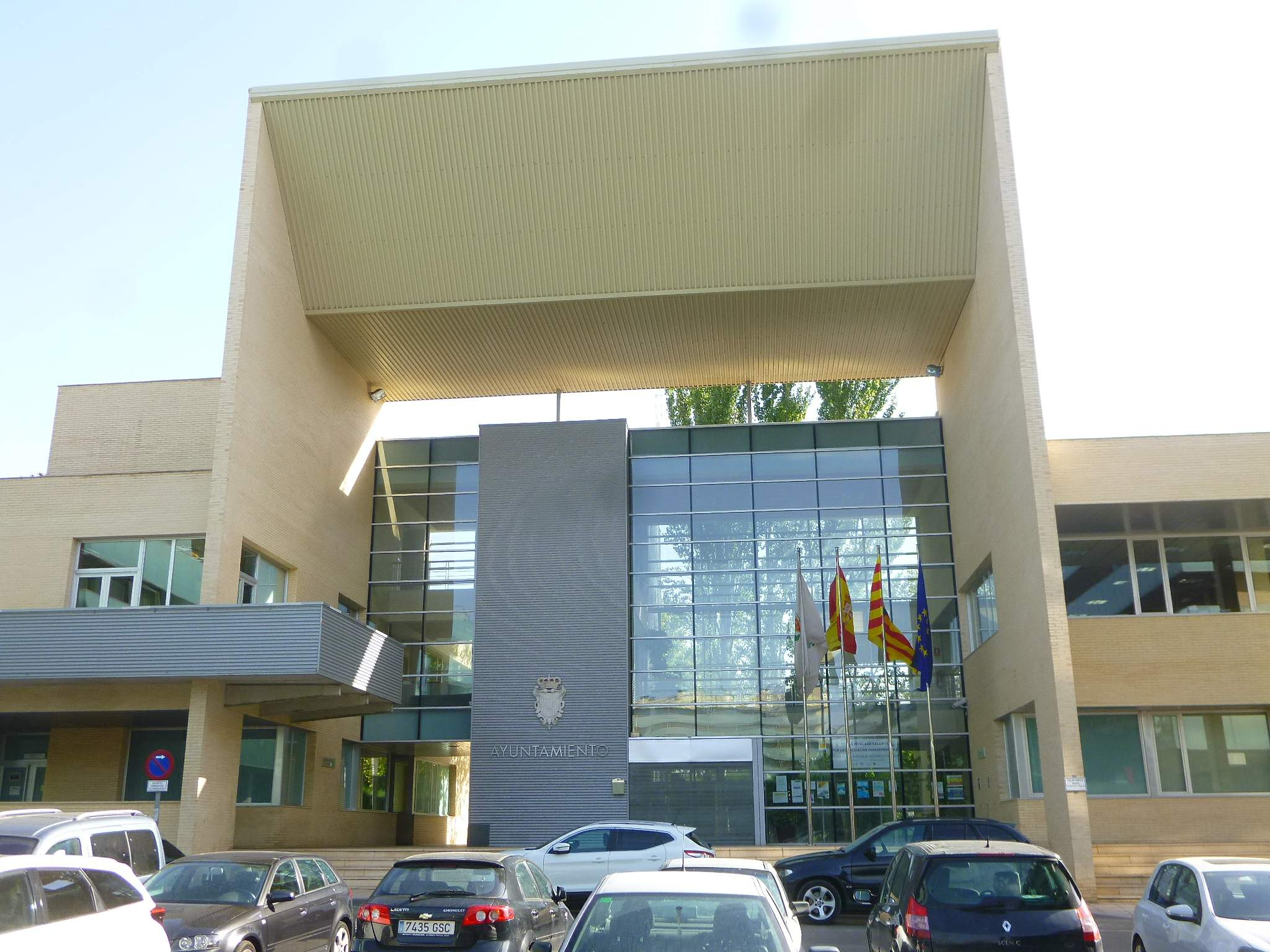
Ayuntamiento de Cuarte de Huerva

| Periodo   | Nombre              | Partido | Partido                        |
| --------- | ------------------- | ------- | ------------------------------ |
| 1979-1987 | Jesús Buil Gajón    |         | Candidato independiente        |
| 1987-2023 | Jesús Pérez Pérez   |         | Partido Aragonés (PAR)         |
| 2023-2027 | Elena Lacalle Oreja |         | Partido Popular de Aragón (PP) |

| Partido político    | Partido político                                   | 2003   | 2007   | 2011   | 2015   | 2019   | 2023   |
| Partido político    | Partido político                                   | Ediles | Ediles | Ediles | Ediles | Ediles | Ediles |
|                     | Partido Popular de Aragón (PP)                     | 1      | 2      | 3      | 2      | 2      | 5      |
|                     | Partido de los Socialistas de Aragón (PSOE-Aragón) | 3      | 2      | 1      | 2      | 4      | 4      |
|                     | Agrupación de electores                            | —      | —      | —      | —      | —      | 3      |
|                     | Vox                                                | —      | —      | —      | —      | 2      | 2      |
|                     | Ciudadanos (CS)                                    | —      | —      | —      | 2      | 2      | 2      |
|                     | Chunta Aragonesista (CHA)                          | 1      | 1      | 1      | 2      | 1      | 1      |
|                     | Partido Aragonés (PAR)                             | 6      | 6      | 8      | 8      | 6      | 0      |
|                     | Izquierda Unida (IU)                               | 0      | 0      | —      | 0      | 0      | —      |
|                     | Podemos                                            | —      | —      | —      | 1      | 0      | —      |
| Total de concejales | Total de concejales                                | 11     | 11     | 13     | 17     | 17     | 17     |

## Monumentos y lugares de interés

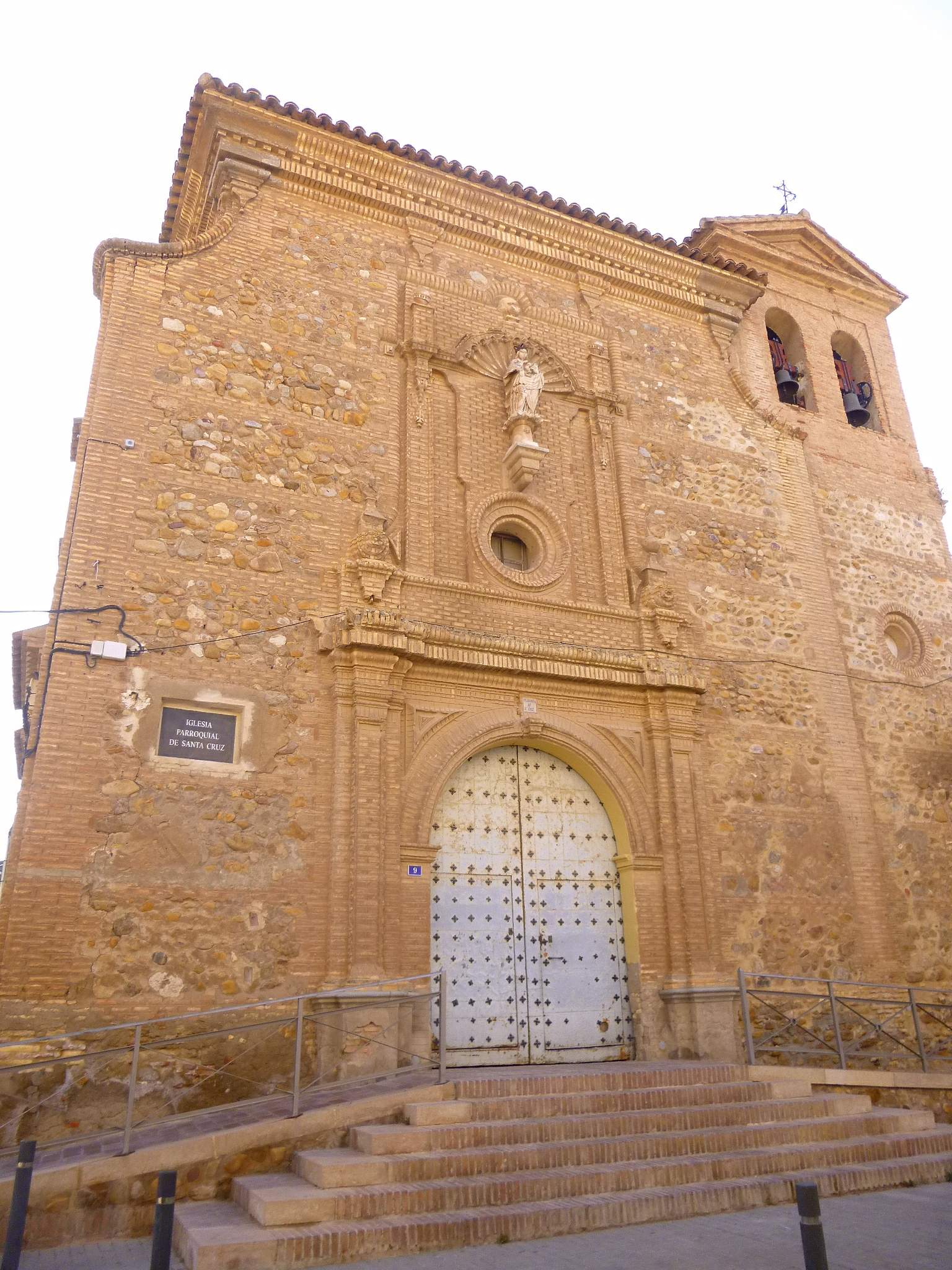
Iglesia de Santa Cruz y Santa Fe

La iglesia de Santa Cruz y Santa Fe se encuentra situada en la plaza de la Iglesia, junto a la Casa de Cultura. Las misas son a las 19 h. laborables y sábados, y a las 12 los domingos.

## Cultura

### Fiestas
- Fiestas en honor de la Virgen de Rosario: Primer fin de semana de octubre
- Fiestas en honor de Santa Ana: Del 21 de julio al 26 de julio

### Gastronomía
Típica cocina aragonesa.

### Deporte
- Baloncesto: Club Baloncesto Cuarte de Huerva
- Fútbol: Club Deportivo Cuarte y Atlético Quarte
- Pádel
- Atletismo
- Ciclismo